# Gresham (Oregon)
Pour les articles homonymes, voir Gresham.
Gresham est une ville de l'Oregon, située dans le comté de Multnomah, à l'est de Portland, aux États-Unis. Sa population s’élevait à 105 594 habitants lors du recensement de 2010, estimée à 111 523 habitants en 2016.

## Histoire
Une première poste a été établie en 1894, mais ce n'est qu'en 1905 que Gresham sera incorporée.
Le nom de la ville provient de Walter Q. Gresham, général unioniste lors de la Guerre de Sécession.

## Géographie
Selon le bureau du recensement des États-Unis, Gresham a une superficie totale de 60,68 km2, dont 60,09 km2 de terre et 0,59 km2 d'eau (0,97 %).

### Climat
| Mois                              | jan.  | fév.  | mars  | avril | mai  | juin | jui. | août | sep. | oct. | nov.  | déc.  | année   |
| --------------------------------- | ----- | ----- | ----- | ----- | ---- | ---- | ---- | ---- | ---- | ---- | ----- | ----- | ------- |
| Température minimale moyenne (°C) | 1     | 2     | 4     | 6     | 8    | 11   | 13   | 13   | 11   | 7    | 4     | 2     | 6,8     |
| Température maximale moyenne (°C) | 8     | 11    | 14    | 17    | 21   | 24   | 28   | 28   | 25   | 18   | 12    | 8     | 17,8    |
| Précipitations (mm)               | 154,7 | 131,1 | 111,8 | 92,7  | 71,9 | 55,9 | 23,9 | 27,9 | 50,8 | 84,8 | 165,9 | 167,9 | 1 139,2 |

| Diagramme climatique                                  |          |          |         |         |          |          |          |          |         |          |         |
| J                                                     | F        | M        | A       | M       | J        | J        | A        | S        | O       | N        | D       |
| 81154,7                                               | 112131,1 | 144111,8 | 17692,7 | 21871,9 | 241155,9 | 281323,9 | 281327,9 | 251150,8 | 18784,8 | 124165,9 | 82167,9 |
| Moyennes : • Temp. maxi et mini °C • Précipitation mm |          |          |         |         |          |          |          |          |         |          |         |

## Jumelages
- Sokcho (Corée du Sud)
- Ebetsu (Japon)
- Owerri (Nigeria)

## Personnalité liée à la ville
- Katie Harman, Miss America 2002.